# Ellipteroides bisiculifer
Ellipteroides bisiculifer är en tvåvingeart som först beskrevs av Alexander 1963.  Ellipteroides bisiculifer ingår i släktet Ellipteroides och familjen småharkrankar. Inga underarter finns listade i Catalogue of Life.